# Clymenella elongata
Clymenella elongata är en ringmaskart som beskrevs av Moore 1894. Clymenella elongata ingår i släktet Clymenella och familjen Maldanidae. Inga underarter finns listade i Catalogue of Life.